# Purismo

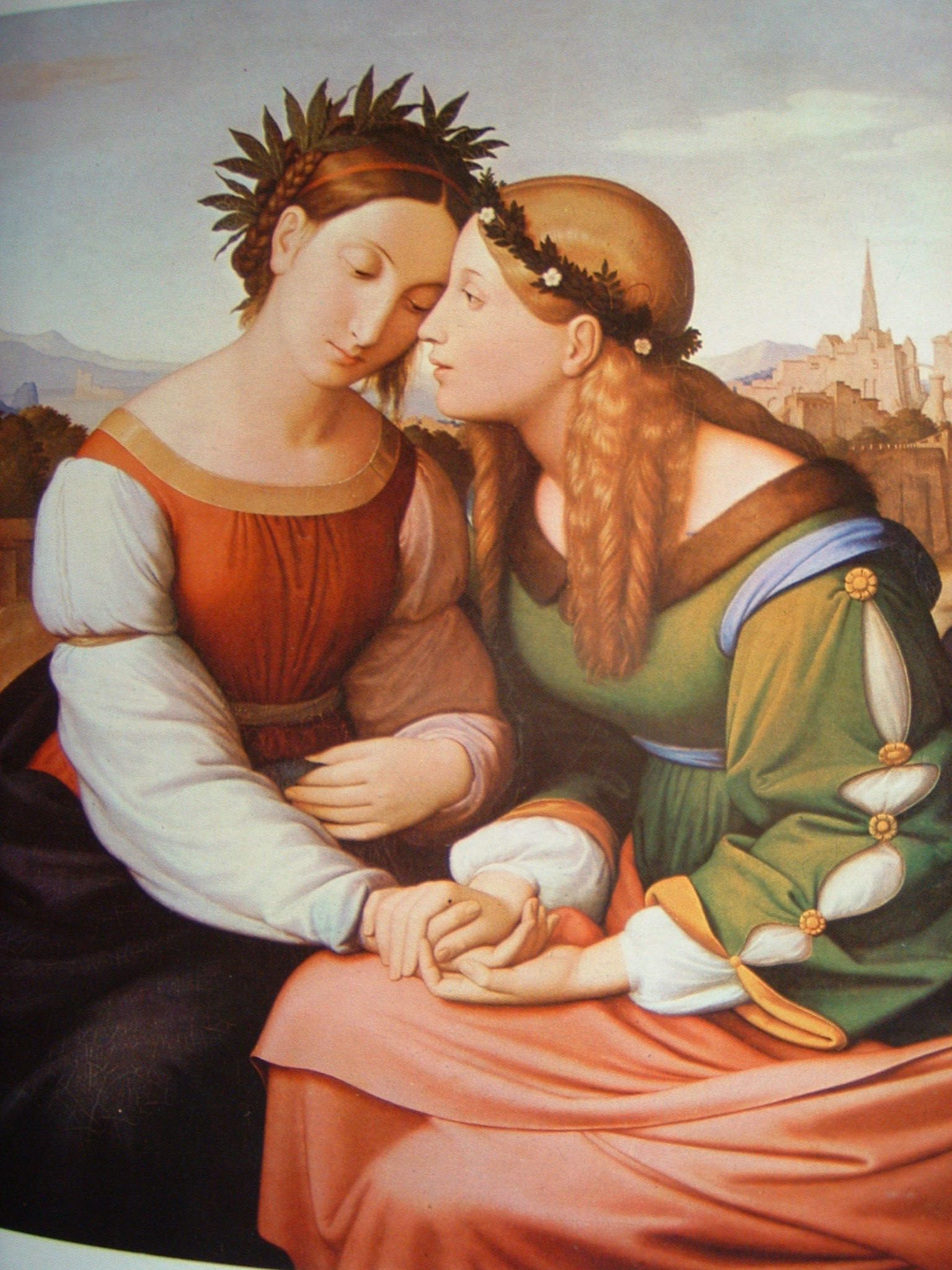
Italia e Germania (1811-1828), d'Overbeck.

Purismo és la denominació d'un moviment pictòric de l'Ottocento italià (segle XIX) que va sorgir després de l'influx dels pintors anomenats natzarens. El terme va ser encunyat el 1833 per l'hel·lenista i llatinista Antonio Bianchini referint-se als pintors que buscaven recuperar la "puresa" dels "primitius" artistes italians (primitius italians -des Cimabue al "primer" Rafael, passant per Fra Angelico i el Giotto entre d'altres-, els mateixos als quals pretenien tornar des d'un moviment artístic simultani: els prerafaelites). En analogia amb això, alguna cosa similar va ocórrer en les lletres italianes d'aquesta època quan s'intentaven recuperar formes expressives considerades pures inspirades en el Trecento toscà.
Tot i que van rebutjar el neoclassicisme, els pintors puristes italians es van trobar fortament influïts per l'obra del francès Jean Auguste Dominique Ingres.
El 1842 va ser publicat el manifest oficial d'aquest moviment: Dell purisme nelle arti ("Del purisme en les arts"), redactat per Bianchini, i subscrit pel pintor Tommaso Minardi, l'escultor Pietro Tenerani i el "natzarè" Frederik Overbeck.
El purisme italià va florir en els 1860s i va reflectir el gust per estils que intentaven restablir la identitat nacional italiana i el seu patrimoni cultural. Molts d'aquests autors es van dedicar també a temes pompeians o hel·lenístics, com Giuseppe Sciuti, recreant escenes típiques de l'antiguitat clàssica.